# Larry Fine
Larry Fine, nome d'arte di Louis Feinberg (Filadelfia, 5 ottobre 1902 – Woodland Hills, 24 gennaio 1975), è stato un attore, violinista e comico statunitense.
È noto per essere stato uno dei membri del celebre trio comico I tre marmittoni.

## Biografia
Fine nacque a Filadelfia, era il figlio maggiore di una famiglia ebrea russa. Dopo un incidente con l'acido da bambino, i suoi genitori lo incoraggiarono a suonare il violino per rafforzare il braccio danneggiato. Durante la sua adolescenza, si cimentò anche nella boxe, vincendo un incontro professionale, ma il padre pose fine alla sua carriera pugilistica.
Larry iniziò a esibirsi come violinista nel Vaudeville. Tra il 1925 e il 1928, mentre era maestro di cerimonie al Rainbo Gardens di Chicago, incontrò Shemp Howard e Ted Healy, con i quali iniziò a collaborare. Nel 1929, Healy riunì Fine, Shemp e Moe Howard per una nuova produzione, segnando l'inizio dei "Three Stooges". Dopo vari tour e film, i Three Stooges si separarono da Healy nel 1934 e iniziarono a produrre i loro cortometraggi di successo, con Larry che spesso fungeva da mediatore tra le follie di Moe e Curly.
Negli anni '40 e '50, con l'uscita di scena di Curly a causa di un ictus e la morte di Shemp nel 1955, i Three Stooges continuarono con nuovi membri fino alla fine della produzione di cortometraggi nel 1957. La loro popolarità rinacque negli anni '60 grazie alla televisione, portando alla creazione di nuovi show.
Nella sua vita personale, Larry incontrò e sposò Mabel Haney nel 1926, con la quale ebbe due figli. Purtroppo, il figlio John morì in un incidente d'auto nel 1961 e Mabel morì di infarto nel 1967. Larry, noto per la sua generosità e abitudini di spesa sconsiderata, ebbe difficoltà finanziarie, specialmente dopo la fine della produzione dei cortometraggi.

### La morte

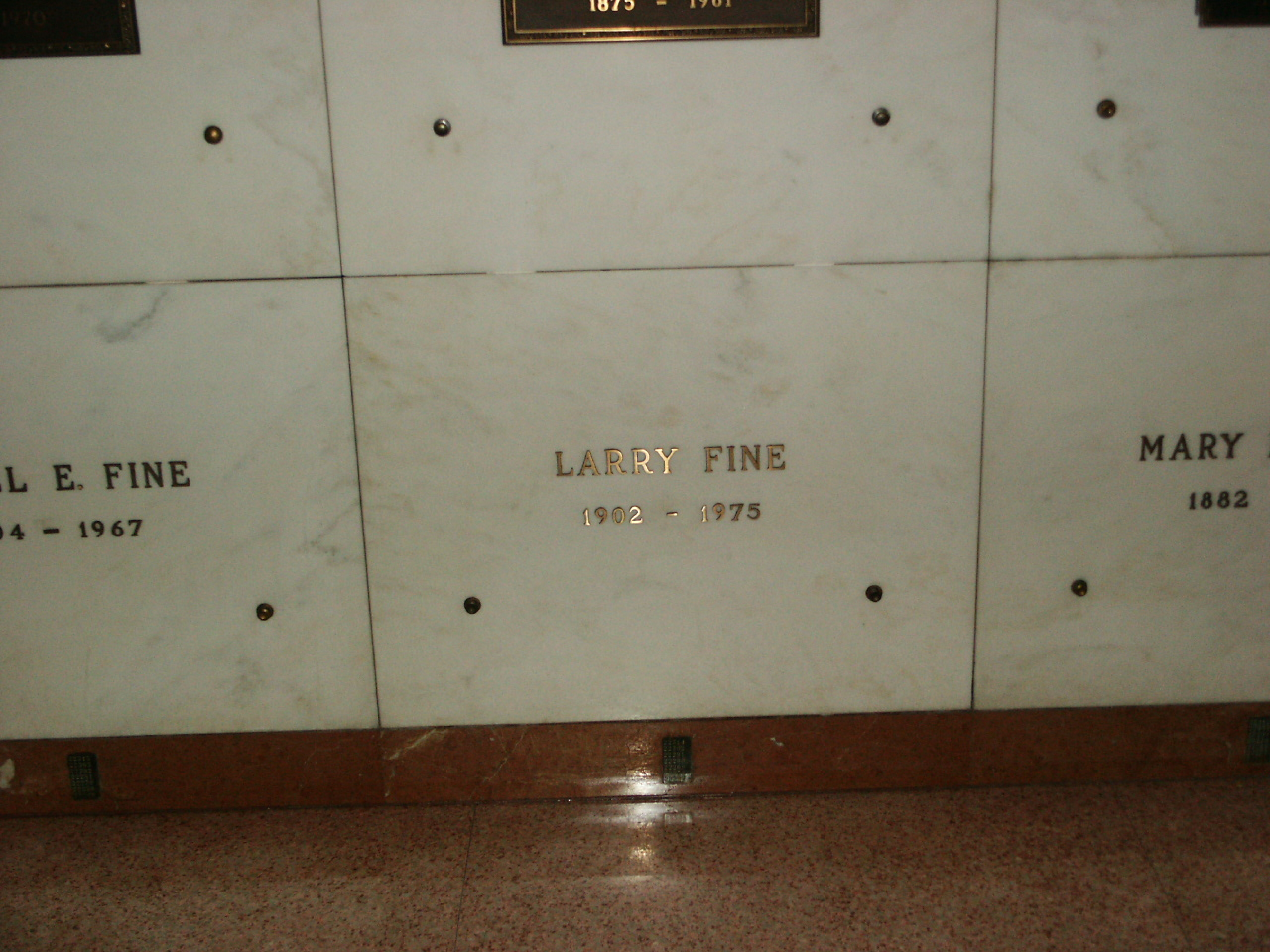
La tomba di Fine al Forest Lawn Memorial Park Cemetery a Glendale, California

Nel 1970, un grave ictus paralizzò il lato sinistro del corpo di Larry, segnando la fine della sua carriera artistica. Trascorse i suoi ultimi anni al Motion Picture Country House, dove ricevette visite dai fan e dagli amici, e completò la sua autobiografia. Larry Fine morì il 24 gennaio 1975 a Woodland Hills, all'età di 72 anni. Fu sepolto insieme alla moglie e al figlio nel Forest Lawn Memorial Park Cemetery a Glendale, California.

## Filmografia parziale
- Mia sorella Evelina (My Sister Eileen), regia di Alexander Hall (1942)
- The Eddie Cantor Comedy Theater – serie TV, episodio 1x26 (1955)